# Col legno
Col legno (do italiano "batida na madeira") ou battuto col legno , é um efeito sonoro realizado em instrumentos de arco e cordas como a viola e o violino onde o músico golpeia a corda com a vara do arco, ao invés de deslizar o fio do arco sobre as cordas.

## História
O uso mais antigo conhecido de col legno na música ocidental pode ser encontrado em uma peça intitulada "Harke, harke", da Primeira Parte de Ayres (1605) de Tobias Hume, onde ele instrui o gambista a "bater isso com as costas de seu arco".

## Variedades
Duas variedades fundamentais de col legno co-existiram no século XX: Tratto (retirada), durante o qual o arco é retirao através da corda, e Battuto (batida), normalmente indicado por uma cunha acima da nota, o arco é batido sobre a corda e depende do ponto de contato entre a corda e o arco.